# 辣椒噴霧

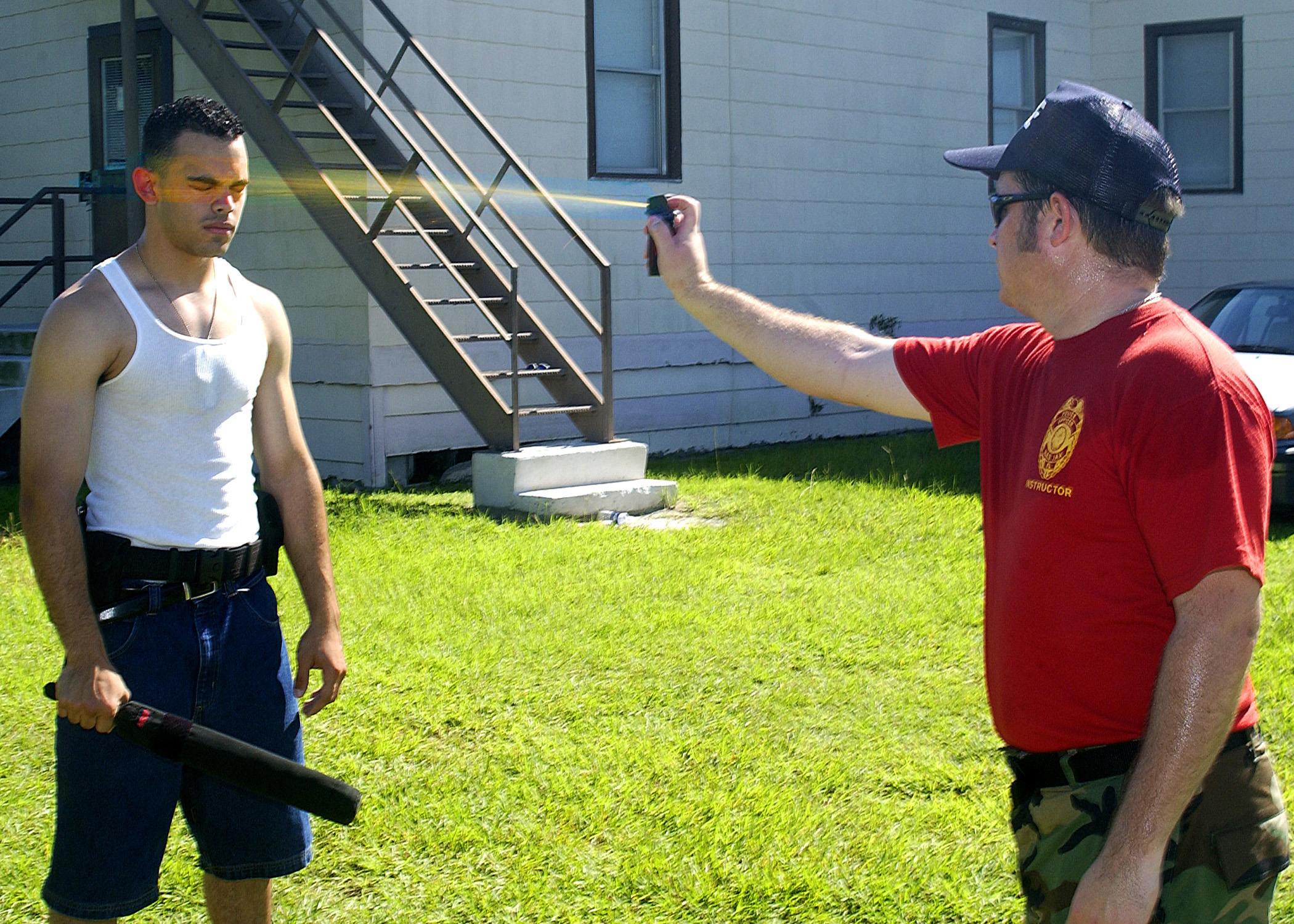
一名美國海軍陸戰隊士兵正在噴射辣椒噴霧

辣椒噴霧，又稱防狼噴霧、辣椒水、胡椒噴霧（英文之误译），是含有辣椒素的喷雾，用作防暴或自衛的武器。其利用噴罐向對方臉部噴射刺激性物質，使對方的臉部受到強烈化學刺激，皮膚及黏膜產生強烈灼熱不適感, 從而停止攻擊行為。主要在騷亂時警察用於近距離制服或驅散對方；登山客及戶外活動者也會以辣椒噴霧制止野生動物攻擊，也常被用以阻止性罪犯罪行。

## 成份
传统的辣椒噴霧由辣椒提煉的辣椒素製成，因此當被辣椒噴霧噴射後若以水清洗，因辣椒素不溶於水，只能稀釋。
現時的辣椒噴霧已經具備人工合成的材料，除了烈性比較低外，亦可以以水直接清洗乾淨，對人體更不會造成永久性損害。
一般噴出的型態為氣體，但若風向不對則會讓使用者反被噴到，因此有些改為水柱、泡沫或膠狀，還加入不易清洗的染色劑供事後指認之用。

### 相似產品
饮料瓶瓶盖上用针、钉、刀之类开个小孔，里面装入洗衣粉饱和水溶液、柑桔皮汁、葱蒜汁、姜汁、椒汁之类液体。
某些國家研發了一些與辣椒噴霧有相當效果的毒氣噴射劑：
- 俄羅斯：MPK毒氣 
  - 被當地平民廣泛地用於個人防身
- 英國：PAVA噴射劑
  - 成份比一般辣椒噴霧更為顯著
  - 被當地警察所使用
- 巴西：PSI噴射劑
  - 成份：由從檸檬和蔥等植物提取的非管制化學物質組成
  - 被當地平民用於個人防身
- 巴西：ACDC複合泡沫噴射劑
  - 成份：由非管制化學物質組成，能擋住鼻孔，並黏住對方眼睛。
  - 被當地平民用於個人防身
- 中國大陸：警用催淚噴射器
  - 可使用CS、CN和SN等毒氣
  - 僅限於公安部使用，市民一旦通過非法途徑購買並攜帶、使用，會被警方以非法持有警用裝備處理；然而目前法律上沒有對購買和使用警械作出相應處罰規定，所以很難管理，市民能合法擁有民用噴射劑

## 使用情况
辣椒噴霧除了是大部分國家執法人員的標準裝備外，也是某些國家或者地區的平民的個人防身物品，惟亦有國家及地區對此立法限制。

### 擁有管制
在以下國家及地區，辣椒噴霧被列為違禁武器，只有警務人員可以攜帶，私人擁有屬於違法：
- 比利時、孟加拉、中國大陸、伊朗、新加坡、希臘、冰島、愛爾蘭、馬爾他、荷蘭、挪威、加拿大、土耳其、英國、澳洲（除西澳外）、巴西、香港[3]、澳門[4]
  - 巴西公民能合法擁有OC以外的噴射劑
  - 中国大陸允许公民购买携带合法生产的民用防狼喷雾剂
  - 入境香港、澳門的旅客，不得在其隨身行李及托運行李中攜帶辣椒噴霧，僅在香港、澳門過境或轉機者亦同
  - 在香港，即使將調味用辣椒醬、辣椒油等放進噴霧瓶中噴灑，模仿類似辣椒噴霧效果，亦會被視作藏有攻擊性武器屬犯法（儘管這些模仿品實際刺激性及所造成傷害遠比真正辣椒噴霧低得多，另外任何未滿65歲人士皆適用於此法例）。

- 在以下國家，辣椒噴霧擁有者需要向警察登記，一般市民不能擁有，未經登記而擁有屬於違法：
  - 芬蘭、新西蘭、瑞典[5]、葡萄牙[2]、丹麥[6]

在以下國家，公民在經過背景審查後，具有限制性的购买、随身携带以及在自卫的情况下使用辣椒噴霧的权利：
- 印尼、泰國、馬來西亞、沙地阿拉伯

在以下國家及地區，公民具有非限制的购买、随身携带以及在自卫的情况下使用辣椒噴霧的权利：
- 俄罗斯、拉脫維亞、南韓、中華民國、菲律賓、蒙古、以色列、肯尼亞、瑞士、泰國、捷克、法國、德國[7]、意大利、波蘭、斯洛伐克、西班牙、美國、哥倫比亞、西澳、印度[8]
  - 其中，法國、德國、意大利、葡萄牙和西班牙對合法的辣椒噴霧作出條件上的限制
  - 瑞士公民需要在擁有前向售賣的店舖主人登記為辣椒噴霧擁有者

在日本，刑法雖無明文禁止公民擁有辣椒噴霧，但无正当理由在公共场合携带者则會觸犯《輕犯罪法》；使用辣椒噴霧令人受傷者，則有可能觸犯「暴行罪」及其他相關暴力罪行。

## 外部連結
- Are guns more effective than pepper spray in an Alaska bear attack?